# Theoderich von Neuhaus
Theoderich von Neuhaus (auch Dietrich von Neuhaus, Theoderich/Dietrich von Hradec, Dietrich de Novo Foro, Theodoricus de Gradec; tschechisch: Dětřich z Hradce; † 10. Oktober 1302 in Olmütz) war Bischof von Olmütz.

## Leben
Theoderich entstammte dem witigonischen Familienzweig der Herren von Neuhaus. Sein Vater Witiko I. von Neuhaus war der Sohn des Begründers der Herren von Neuhaus  Heinrich I. von Neuhaus. Als Domherr von Olmütz veranlasste Theoderich 1280 Stiftungen für das Olmützer Domkapitel und das Nonnenkloster bei der St.-Peter-Kirche ebenda. Nach dem Tod des Bischofs Bruno von Schauenburg wählte ihn das Domkapitel 1281 einstimmig zu dessen Nachfolger. Es war die erste Wahl, die das Domkapitel selbständig vornehmen durfte. Sie wurde vom Mainzer Erzbischof Werner von Eppstein geleitet, zu dessen Kirchenprovinz auch Böhmen und Mähren gehörten. Die Bischofsweihe erfolgte im selben Jahr durch den Prager Bischof Tobias von Bechin.
Während seiner Amtszeit beschränkte sich Theoderich auf seine bischöflichen Aufgaben, wobei er keine Neuerungen einführte. Er bemühte sich um bessere Beziehungen zu den Bettelorden und gestattete den Minoriten, in seiner Diözese Gottesdienste zu halten und zu predigen. In seiner bischöflichen Kanzlei waren neben dem leitenden Notar weitere Notare sowie Schreiber beschäftigt.
1287 nahm er an der Reichssynode in Würzburg teil, wobei nicht bekannt ist, ob er die Synodalbeschlüsse in seiner Diözese umsetzte. 1296 gründete er bei St. Peter in Brünn ein Kollegiatskapitel gegen den Widerstand der Zisterzienserinnen des Klosters Tišnov, die das Patronat für diese Kirche hatten und übergab die Propstei dem späteren Olmützer Bischof Peter II. von Konitz, der ohnehin reich mit Pfründen ausgestattet war. Er starb am 10. Oktober 1302. Sein Leichnam wurde im Olmützer Dom beigesetzt.